# Восилене, Магда Стасевна
Магде Стасевна (Магде Стасио) Восилене (лит. Magdė Vosylienė; 1914—1980) — передовик сельскохозяйственного производства, Герой Социалистического Труда (1958).
Родилась 5 (18).02.1914.
Член КПСС с 1956 года.
С 1949 года, со дня организации колхоза «Шешупе» Капсукского района Литовской ССР, работала там дояркой.
В 1956 году получила от каждой коровы своей группы (10 коров) в среднем по 5927 кг молока, в 1957 году — по 6114 кг (начинала с надоев в 4000 кг).
Герой Социалистического Труда (05.04.1958).
Награждена орденами Ленина (1955), Трудового Красного Знамени, медалью «За трудовую доблесть».
Депутат Верховного Совета Литовской ССР 4-го созыва.
С 1975 г. — на пенсии.
Умерла в 1980 году.